# تيركين موت
تيركين موت (بالإنجليزية: Terquin Mott)‏ مواليد 30 يناير 1974 في فيلادلفيا، هو لاعب كرة سلة أمريكي سابق. بدأ مسيرته الاحترافية في سنة 1997. يبلغ طوله 6 قدم 8 بوصة (2.0 م). اعتزل اللعب في 2003.

## المسيرة الاحترافية
لعب مع باسكت مانريسا في الدوري الإسباني في موسم 1998-99 ، ثم لعب مع سان ميغيل بيرمن في سنة 1999، ثم لعب مع خيخون لكرة السلة في موسم 1999–2000، ثم لعب مع غلطة سراي لكرة السلة في الدوري التركي في سنة 2000.

## روابط خارجية
- تيركين موت على موقع الدوري الإسباني لكرة السلة (الإسبانية)
- تيركين موت على موقع كرة السلة الأوروبية.كوم (الإنجليزية)
- تيركين موت على موقع كلية كرة السلة في سبورتس رفرنس.كوم (الإنجليزية)
- تيركين موت على موقع ريلجم (الإنجليزية)
- تيركين موت على موقع بروبوليرز (الإنجليزية)
- تيركين موت على موقع سبورتس رفرنس (الإنجليزية)
- تيركين موت على موقع سبورتس رفرنس (الإنجليزية)